# Rinaldo Canna
Rinaldo Canna (Novara, 15 novembre 1926 – Novara, 5 marzo 2002) è stato un politico italiano.

## Biografia
Canna nacque nel 1926 a Novara, ed esercitò la professione di insegnante, prima di prendere l'abilitazione di preside e dirigente scolastico.
Iscritto al Partito Socialista Democratico Italiano, venne eletto sindaco di Novara l'11 settembre 1967, rimanendo in carica fino al dicembre 1970. Tra le sue iniziative come sindaco si ricordano la demolizione di parte della caserma Perrone, l'inizio dei lavori del nuovo cavalcavia di corso Milano, l'istituzione della prima isola pedonale cittadina a piazza delle Erbe.
Più volte rieletto, sedette in consiglio comunale ininterrottamente fino al 1997. Nel 2001 venne nuovamente eletto consigliere, ricoprendo anche l'incarico di assessore fino al 5 marzo 2002, giorno della sua morte.